# Forest (Band)

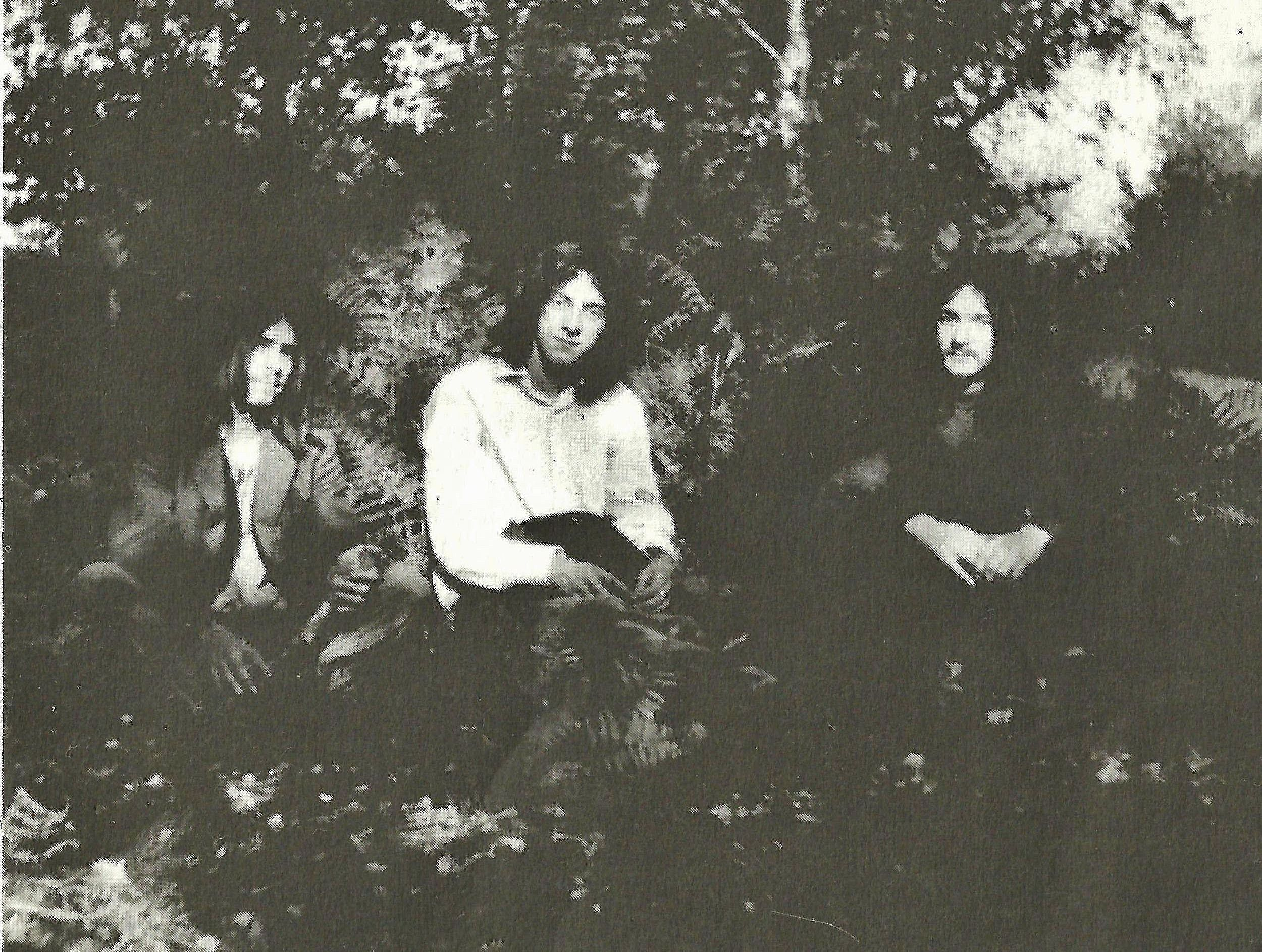
Forest

Forest war ein englisches Psychedelic-Folk-Trio, das von 1966 bis 1973 bestand.

## Geschichte
Die Brüder Martin und Adrian Welham und ihr Schulfreund Dez Allenby, alle Multiinstrumentalisten, gründeten 1966 in Grimsby, Lincolnshire, das Trio „The Foresters of Walesby“, das als Vokalensemble in lokalen Folk-Clubs auftrat. 1968 gingen sie nach Birmingham, verkürzten den Gruppennamen zu „Forest“ und änderten ihren Stil in Richtung psychedelischer Folk. Sie wurden mehrfach von John Peel in seine Sendung eingeladen. 1969 übernahmen Blackhill Enterprises ihr Management und besorgten ihnen einen Plattenvertrag bei Harvest Records.
Im gleichen Jahr erschien ihre Single Searching for Shadows, gefolgt von ihrem Debütalbum Forest. Das zweite Album Full Circle kam 1970 heraus; The Guardian zählte es zu den 1000 albums to hear before you die.
1971 verließ Dez Allenby die Gruppe, es kamen Dave Panton (Viola, Oboe und Saxofon) sowie Dave Stubbs (Bass). Nach weiteren Live-Auftritten löste sich die Band 1972 auf. Martin Welham bildet mit seinem Sohn Tom das Psychedelic Folk-Duo „The Story“.

## Diskografie

### Alben
- 1969: Forest
- 1970: Full Circle

### Single
- 1969: Searching for Shadows / Mirror of Life